# Зобнин, Роман Сергеевич
Рома́н Серге́евич Зо́бнин (род. 11 февраля 1994, Иркутск) — российский футболист, полузащитник и капитан московского «Спартака». Заслуженный мастер спорта России (2018).
Воспитанник академии имени Коноплёва, карьеру начинал во втором дивизионе. Накануне сезона 2013/14 перешёл в столичное «Динамо». В сезоне 2015/16 сыграл в 29 матчах, а команда вылетела в ФНЛ. Летом 2016 года перешёл в «Спартак», подписав контракт на пять лет.
Участник чемпионата мира 2018 года и чемпионата Европы 2020 года.

## Биография
Родился 11 февраля 1994 года в Иркутске. Заниматься футболом начал в детстве в школе клуба «Звезда» Иркутск, первый тренер Сергей Духовников. В 2004 году в десятилетнем возрасте перешёл в Академию футбола имени Юрия Коноплёва в Тольятти, которую в итоге и окончил.

## Клубная карьера

### «Академия» (Тольятти)
30 апреля 2011 года в матче против «Уфы» дебютировал в составе ФК «Академия» (Тольятти) во втором дивизионе.
Летом 2012 года ездил на просмотр в московское «Динамо», но в итоге вернулся в Тольятти.
Очень скучал по дому, по Иркутску. Иногда закрывался в туалете и со слезами на глазах говорил по телефону с мамой. Она поддерживала, да и навещала четыре раза в год, хотя до Самары пять дней на поезде ехать. Мне домой тогда летать нельзя было – на это требовалось согласие родителей, да и я переживал очень сильно. Из Самары можно было долететь с пересадкой в Новосибирске, и я, бывало, подходил к случайному пассажиру и спрашивал: „До Иркутска не летите случайно?“ И потом за ним шёл, не дай бог потеряться.

### «Динамо» (Москва)

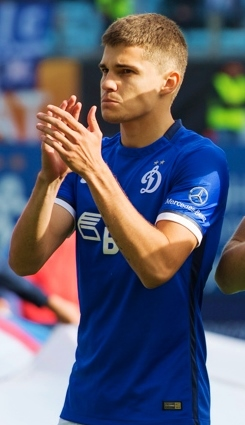
Роман Зобнин в составе «Динамо»

В январе 2013 года всё-таки подписал контракт с ФК «Динамо» (Москва) на 2,5 года с заработной платой в 250 тыс. рублей в месяц. Начинал зимний сбор с молодёжным составом, но уже спустя две недели после его начала отправился на сбор с первой командой.
19 июля 2013 года в матче против «Анжи» (2:1) дебютировал в Премьер-лиге. Впоследствии сыграл ещё в четырёх матчах во всех турнирах. 20 ноября 2014 подписал новый контракт с «Динамо» и стал чаще выходить в первой команде.
12 марта 2015 года в матче против итальянского «Наполи» дебютировал в Лиге Европы. К концу первого тайма получил вторую жёлтую карточку и был удалён с поля. 18 мая в поединке против «Урала» забил свой первый гол за «бело-голубых». По итогам сезона 2014/2015 получил приз «Надежда „Динамо“», вручаемый лучшему молодому футболисту клуба из числа игроков основного состава, молодёжной команды и выпускного года школы.
В сезоне 2015/16 Зобнин стал ключевым игроком «Динамо» и попал в поле зрения английских суперклубов. В апреле издание The Daily Telegraph заявило о ведущихся переговорах между «Манчестер Юнайтед» и «Динамо». Источник Telegraph утверждал, что «дьяволы» готовы предложить Чичарито и 4,5 миллиона евро за Зобнина. Однако впоследствии само же издание выступило с опровержением данной информации. Зимой 2016 года хавбека также пытались арендовать «Брюгге», «Андерлехт» и АЗ, однако «Динамо» не захотел отпускать игрока. В итоге сезон 2015/16 Зобнин завершил в «Динамо», сыграв в 29 матчах из 30 возможных. По окончании сезона 2015/2016 «Динамо» вылетело в ФНЛ, а Зобнин стал очень востребован на трансферном рынке.

### «Спартак» (Москва)

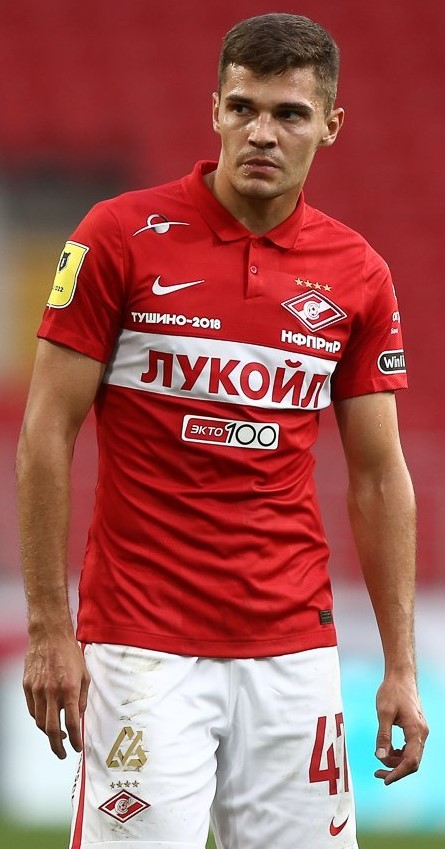
Зобнин в составе «Спартака» в 2021 году

#### 2010-е годы
15 июня 2016 года московский «Спартак» официально объявил о переходе Зобнина. Сумма трансфера составила 3 млн евро. Контракт был рассчитан до 2020 года. 28 июля в поединке отборочного раунда Лиги Европы против кипрского АЕКа Зобнин дебютировал за «красно-белых». 31 июля в матче против тульского «Арсенала» дебютировал за команду в чемпионате России. Сходу полузащитнику удалось занять место в стартовом составе команды и стать одним из ведущих её игроков. 3 апреля 2017 года Зобнин забил свой первый и второй голы за «Спартак», поразив ворота «Оренбурга», при этом футболист впервые в карьере забил ударом головой.
Первую половину следующего сезона Зобнин пропустил из-за травмы, полученной во время июньского матча сборной России, на поле он смог вернуться лишь в ноябре 2017 года, выйдя на замену в матче с «Краснодаром» 18 ноября 2017 года.
В марте 2019 года в матче против «Зенита» получил перелом руки.

#### 2020-е годы
29 февраля 2020 года в гостевом матче 20-го тура чемпионата России против московского «Динамо» (2:0) вышел в стартовом составе и с передачи Зелимхана Бакаева на 62-й минуте матча забил мяч. 9 марта в домашнем матче против «Краснодара» (0:1) был впервые в карьере удалён в игре чемпионата России. 15 июля 2020 года в домашнем матче 29-го тура чемпионата России против «Ахмата» (3:0) на 51-й минуте матча с передачи Павла Маслова забил мяч, на 92-й минуте сделал голевую передачу на Гуса Тила и был признан экспертом «Матч ТВ» лучшим игроком встречи. 29 августа 2020 года сыграл 100-й матч за «Спартак» в чемпионатах России, в этой игре «Спартак» дома победил тульский «Арсенал» (2:1). Среди футболистов клуба в сезоне 2020/21 Зобнин являлся лидером по количеству матчей за команду в карьере.
29 мая 2022 года вместе со «Спартаком» стал обладателем Кубка России, в финале было обыграно московское «Динамо». Зобнин наряду с Квинси Промесом и Георгием Джикией стал первым в истории клуба футболистом, кому покорились все три российских трофея. В сезоне 2021/22 сыграл в чемпионате 25 матчей и забил три мяча — в ворота «Урала», «Сочи» и «Арсенала». Впервые в карьере Зобнин забил более двух мячей в чемпионате России. 23 июля 2022 года во втором туре чемпионата России 2022/23 сделал дубль в гостевом матче против «Краснодара» (4:1). 31 июля 2022 года стал седьмым футболистом в истории, сыгравшим 150 матчей за «Спартак» в чемпионатах России. 14 августа 2022 года сыграл 200-й матч в чемпионатах России. Зобнин стал 185-м футболистом, достигшим этой отметки. 27 августа 2022 года Зобнин сравнял счёт в игре с «Факелом» в Воронеже, в итоге «Спартак» победил 4:1. 30 октября 2022 года в матче 15-го тура чемпионата России против московского «Торпедо» (1:0) Зобнин провёл свой 200-й матч за «Спартак». В сезоне 2022/23 провёл 41 матч во всех турнирах, забил пять мячей и стал бронзовым призёром чемпионата России. Этот сезон стал самым результативным для Зобнина в его карьере.
11 мая 2024 года в домашнем матче 28-го тура чемпионата России 2023/24 против «Краснодара» (1:0) Зобнин забил единственный мяч во встрече и тем самым принёс «Спартаку» победу, также был признан лучшим игроком этого матча. 19 мая 2024 года забил победный мяч в ворота «Рубина» (3:1) в предпоследнем туре чемпионата России, Зобнин впервые в карьере забил в двух матчах чемпионата России подряд. В сезоне 2023/24 провёл за «Спартак» во всех турнирах 29 матчей и забил три мяча. 28 июля 2024 года в матче против «Химок» (3:1) Зобнин провёл свой 200-й матч в чемпионате России за «Спартак».

## Карьера в сборной

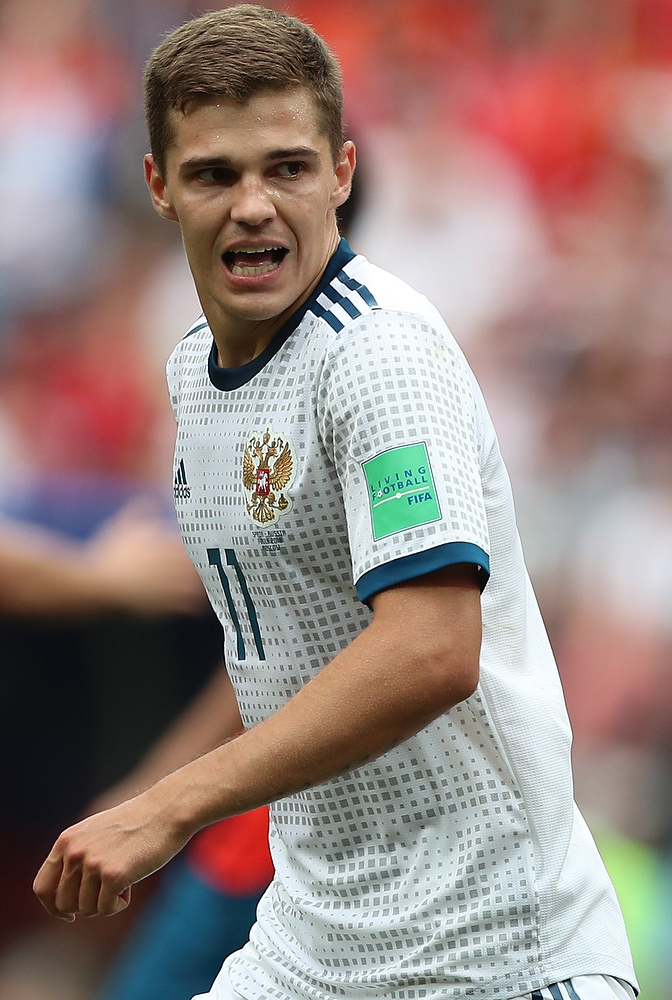
Роман Зобнин в составе сборной России

31 марта 2015 года в товарищеском матче против Казахстана Зобнин дебютировал за сборную России, выйдя на замену на 22 минуте вместо Василия Березуцкого. 5 июня 2017 года получил травму крестообразной связки и наружного мениска правого коленного сустава в товарищеском матче сборной России против сборной Венгрии, 12 июня перенёс операцию в римской клинике.
1 июня 2018 года британский журнал «Four Four Two» назвал Зобнина, вошедшего в расширенный список из 28 футболистов, которые были вызваны на сбор российской национальной команды для подготовки к участию в чемпионате мира 2018 года, одним из потенциальных открытий предстоящего чемпионата.
Попал в окончательную заявку сборной на домашний чемпионат мира 2018 года и принял участие во всех трёх матчах сборной на групповом этапе — с Саудовской Аравией, Египтом, Уругваем. По результатам этих матчей сборная России заняла второе место в группе и вышла в плей-офф. В 1/8 сборная России обыграла сборную Испании (1:1, 3:4 по пен.), но в 1/4 проиграла сборной Хорватии (2:2, 3:4 по пен.).
2 июня 2021 года вошёл в окончательную заявку на чемпионат Европы 2020. На Евро-2020 провёл все три матча: против сборных Бельгии (0:3), Финляндии (1:0) и Дании (1:4).
В сентябре 2022 года приостановил выступление за сборную России в связи с появившимися хроническими проблемами со здоровьем.

## Достижения

### Командные
«Спартак» (Москва)
- Чемпион России: 2016/17
- Серебряный призёр чемпионата России: 2020/21
- Бронзовый призёр чемпионата России (2): 2017/18, 2022/23
- Обладатель Кубка России: 2021/22
- Обладатель Суперкубка России: 2017

### Личные
- Почётная грамота Президента Российской Федерации (27 июля 2018 года) — за большой вклад в развитие отечественного футбола и высокие спортивные достижения[54]
- Лауреат национальной премии РФС «33 лучших игрока сезона»: № 1 — 2016/17[55], № 2 — 2018/19, 2019/20
- «Футбольный джентльмен года в России» (2018).

## Статистика

### Клубная
| Выступление         | Выступление      | Выступление      | Лига | Лига | Кубки | Кубки | Еврокубки | Еврокубки | Итого | Итого |
| Клуб                | Лига             | Сезон            | Игры | Голы | Игры  | Голы  | Игры      | Голы      | Игры  | Голы  |
| ------------------- | ---------------- | ---------------- | ---- | ---- | ----- | ----- | --------- | --------- | ----- | ----- |
| Академия (Тольятти) | Второй дивизион  | 2011/12          | 13   | 0    | 0     | 0     | —         | —         | 13    | 0     |
| Академия (Тольятти) | Второй дивизион  | 2012/13          | 10   | 0    | 0     | 0     | —         | —         | 10    | 0     |
| Академия (Тольятти) | Итого            | Итого            | 23   | 0    | 0     | 0     | —         | —         | 23    | 0     |
| Динамо (Москва)     | Премьер-лига     | 2013/14          | 4    | 0    | 1     | 0     | —         | —         | 5     | 0     |
| Динамо (Москва)     | Премьер-лига     | 2014/15          | 15   | 1    | 0     | 0     | 1         | 0         | 16    | 1     |
| Динамо (Москва)     | Премьер-лига     | 2015/16          | 29   | 1    | 3     | 0     | —         | —         | 32    | 1     |
| Динамо (Москва)     | Итого            | Итого            | 48   | 2    | 4     | 0     | 1         | 0         | 53    | 2     |
| Спартак (Москва)    | Премьер-лига     | 2016/17          | 29   | 2    | 1     | 0     | 2         | 0         | 32    | 2     |
| Спартак (Москва)    | Премьер-лига     | 2017/18          | 14   | 0    | 2     | 0     | 4         | 0         | 20    | 0     |
| Спартак (Москва)    | Премьер-лига     | 2018/19          | 26   | 1    | 1     | 0     | 6         | 0         | 33    | 1     |
| Спартак (Москва)    | Премьер-лига     | 2019/20          | 25   | 2    | 3     | 0     | 4         | 0         | 32    | 2     |
| Спартак (Москва)    | Премьер-лига     | 2020/21          | 28   | 1    | 2     | 1     | —         | —         | 30    | 2     |
| Спартак (Москва)    | Премьер-лига     | 2021/22          | 25   | 3    | 2     | 0     | 6         | 0         | 33    | 3     |
| Спартак (Москва)    | Премьер-лига     | 2022/23          | 29   | 4    | 12    | 1     | —         | —         | 41    | 5     |
| Спартак (Москва)    | Премьер-лига     | 2023/24          | 22   | 2    | 7     | 1     | —         | —         | 29    | 3     |
| Спартак (Москва)    | Премьер-лига     | 2024/25          | 16   | 1    | 6     | 1     | —         | —         | 22    | 2     |
| Спартак (Москва)    | Премьер-лига     | 2025/26          | 2    | 0    | 2     | 0     | —         | —         | 4     | 0     |
| Спартак (Москва)    | Итого            | Итого            | 216  | 16   | 38    | 4     | 22        | 0         | 276   | 20    |
| Всего за карьеру    | Всего за карьеру | Всего за карьеру | 287  | 18   | 42    | 4     | 23        | 0         | 352   | 22    |

### Сборная
| 2015  | 1  | 0 |
| 2016  | 5  | 0 |
| 2017  | 3  | 0 |
| 2018  | 12 | 0 |
| 2019  | 6  | 0 |
| 2020  | 6  | 0 |
| 2021  | 8  | 0 |
| Всего | 41 | 0 |

| Матчи Зобнина за сборную России | Матчи Зобнина за сборную России | Матчи Зобнина за сборную России | Матчи Зобнина за сборную России | Матчи Зобнина за сборную России | Матчи Зобнина за сборную России | Матчи Зобнина за сборную России |
| ------------------------------- | ------------------------------- | ------------------------------- | ------------------------------- | ------------------------------- | ------------------------------- | ------------------------------- |
| №                               | Дата                            | Оппонент                        | Счёт                            | Голы Зобнина                    | Соревнование                    |                                 |
| 1                               | 31 марта 2015                   | Казахстан                       | 0:0                             | —                               | Товарищеский матч               |                                 |
| 2                               | 31 августа 2016                 | Турция                          | 0:0                             | —                               | Товарищеский матч               |                                 |
| 3                               | 6 сентября 2016                 | Гана                            | 1:0                             | —                               | Товарищеский матч               |                                 |
| 4                               | 9 октября 2016                  | Коста-Рика                      | 3:4                             | —                               | Товарищеский матч               |                                 |
| 5                               | 10 ноября 2016                  | Катар                           | 1:2                             | —                               | Товарищеский матч               |                                 |
| 6                               | 15 ноября 2016                  | Румыния                         | 1:0                             | —                               | Товарищеский матч               |                                 |
| 7                               | 24 марта 2017                   | Кот-д’Ивуар                     | 0:2                             | —                               | Товарищеский матч               |                                 |
| 8                               | 28 марта 2017                   | Бельгия                         | 3:3                             | —                               | Товарищеский матч               |                                 |
| 9                               | 5 июня 2017                     | Венгрия                         | 3:0                             | —                               | Товарищеский матч               |                                 |
| 10                              | 23 марта 2018                   | Бразилия                        | 0:3                             | —                               | Товарищеский матч               |                                 |
| 11                              | 30 мая 2018                     | Австрия                         | 0:1                             | —                               | Товарищеский матч               |                                 |
| 12                              | 5 июня 2018                     | Турция                          | 1:1                             | —                               | Товарищеский матч               |                                 |
| 13                              | 14 июня 2018                    | Саудовская Аравия               | 5:0                             | —                               | Финальные матчи ЧМ 2018         |                                 |
| 14                              | 19 июня 2018                    | Египет                          | 3:1                             | —                               | Финальные матчи ЧМ 2018         |                                 |
| 15                              | 25 июня 2018                    | Уругвай                         | 0:3                             | —                               | Финальные матчи ЧМ 2018         |                                 |
| 16                              | 1 июля 2018                     | Испания                         | 1:1(п. 4:3)                     | —                               | Финальные матчи ЧМ 2018         |                                 |
| 17                              | 7 июля 2018                     | Хорватия                        | 2:2(п. 3:4)                     | —                               | Финальные матчи ЧМ 2018         |                                 |
| 18                              | 7 сентября 2018                 | Турция                          | 2:1                             | —                               | Лига наций УЕФА 2018/2019       |                                 |
| 19                              | 10 сентября 2018                | Чехия                           | 5:1                             | —                               | Товарищеский матч               |                                 |
| 20                              | 11 октября 2018                 | Швеция                          | 0:0                             | —                               | Лига наций 2018/2019            |                                 |
| 21                              | 14 октября 2018                 | Турция                          | 2:0                             | —                               | Лига наций 2018/2019            |                                 |
| 22                              | 8 июня 2019                     | Сан-Марино                      | 9:0                             | —                               | Отборочные матчи ЧЕ-2020        |                                 |
| 23                              | 11 июня 2019                    | Кипр                            | 1:0                             | —                               | Отборочные матчи ЧЕ-2020        |                                 |
| 24                              | 6 сентября 2019                 | Шотландия                       | 2:1                             | —                               | Отборочные матчи ЧЕ-2020        |                                 |
| 25                              | 9 сентября 2019                 | Казахстан                       | 1:0                             | —                               | Отборочные матчи ЧЕ-2020        |                                 |
| 26                              | 16 ноября 2019                  | Бельгия                         | 1:4                             | —                               | Отборочные матчи ЧЕ-2020        |                                 |
| 27                              | 19 ноября 2019                  | Сан-Марино                      | 5:0                             | —                               | Отборочные матчи ЧЕ-2020        |                                 |
| 28                              | 3 сентября 2020                 | Сербия                          | 3:1                             | —                               | Лига наций УЕФА 2020/2021       |                                 |
| 29                              | 6 сентября 2020                 | Венгрия                         | 3:2                             | —                               | Лига наций УЕФА 2020/2021       |                                 |
| 30                              | 8 октября 2020                  | Швеция                          | 1:2                             | —                               | Товарищеский матч               |                                 |
| 31                              | 11 октября 2020                 | Турция                          | 1:1                             | —                               | Лига наций УЕФА 2020/2021       |                                 |
| 32                              | 14 октября 2020                 | Венгрия                         | 0:0                             | —                               | Лига наций УЕФА 2020/2021       |                                 |
| 33                              | 15 ноября 2020                  | Турция                          | 2:3                             | —                               | Лига наций УЕФА 2020/2021       |                                 |
| 34                              | 1 июня 2021                     | Польша                          | 1:1                             | —                               | Товарищеский матч               |                                 |
| 35                              | 5 июня 2021                     | Болгария                        | 1:0                             | —                               | Товарищеский матч               |                                 |
| 36                              | 12 июня 2021                    | Бельгия                         | 0:3                             | —                               | Финальные матчи ЧЕ 2020         |                                 |
| 37                              | 16 июня 2021                    | Финляндия                       | 1:0                             | —                               | Финальные матчи ЧЕ 2020         |                                 |
| 38                              | 21 июня 2021                    | Дания                           | 1:4                             | —                               | Финальные матчи ЧЕ 2020         |                                 |
| 39                              | 7 сентября 2021                 | Мальта                          | 2:0                             | —                               | Отборочные матчи ЧМ-2022        |                                 |
| 40                              | 11 ноября 2021                  | Кипр                            | 6:0                             | —                               | Отборочные матчи ЧМ-2022        |                                 |
| 41                              | 14 ноября 2021                  | Хорватия                        | 0:1                             | —                               | Отборочные матчи ЧМ-2022        |                                 |

Итого: 41 матч / 0 голов; 20 побед, 8 ничьих, 13 поражений.
| Матчи Зобнина за молодёжную сборную России | Матчи Зобнина за молодёжную сборную России | Матчи Зобнина за молодёжную сборную России | Матчи Зобнина за молодёжную сборную России | Матчи Зобнина за молодёжную сборную России | Матчи Зобнина за молодёжную сборную России | Матчи Зобнина за молодёжную сборную России |
| ------------------------------------------ | ------------------------------------------ | ------------------------------------------ | ------------------------------------------ | ------------------------------------------ | ------------------------------------------ | ------------------------------------------ |
| №                                          | Дата                                       | Оппонент                                   | Счёт                                       | Голы Зобнина                               | Соревнование                               |                                            |
| 1                                          | 27 марта 2015                              | Швеция (до 21)                             | 0:4                                        | —                                          | Товарищеский матч                          |                                            |
| 2                                          | 4 сентября 2015                            | Финляндия (до 21)                          | 0:2                                        | —                                          | Отборочный матч ЧЕ-2017                    |                                            |
| 3                                          | 24 марта 2016                              | Азербайджан (до 21)                        | 2:2                                        | —                                          | Отборочный матч ЧЕ-2017                    |                                            |
| 4                                          | 29 марта 2016                              | Германия (до 21)                           | 0:2                                        | —                                          | Отборочный матч ЧЕ-2017                    |                                            |

Итого за молодёжную сборную: 4 матча / 0 голов; 0 побед, 1 ничья, 3 поражения.

## Личная жизнь
Отец — Сергей Анатольевич Зобнин, пилот авиакомпании «S7 Airlines», командир воздушого судна «Airbus A320»/«А319»/«А321».
Старший брат — Александр (р. 1989), также был футболистом, на профессиональном уровне выступал за иркутские клубы «Звезда» и «Байкал», а также за курский «Авангард». Завершил игровую карьеру в 2012 году, после чего поступил в Санкт-Петербургский государственный университет гражданской авиации. По состоянию на 2018 год, являлся вторым пилотом в компании «S7 Airlines».
Роман Зобнин женат. С женой Раминой познакомился ещё в Тольятти. 28 апреля в 2016 году у них родился сын Роберт, 3 сентября 2019 года родилась дочь Регина.